# Tisserin de Bates
Ploceus batesi
Espèce
Statut de conservation UICN

 EN C2a(i) : En danger
Le Tisserin de Bates (Ploceus batesi) est une espèce de passereau de la famille des Ploceidae.
Son nom rend hommage à l'ornithologue américain George Latimer Bates.

## Répartition
Il est endémique au Cameroun.

## Habitat
Il habite les forêts humides tropicales et subtropicales de basse altitude.
Il est menacé par la perte de son habitat.